# Plaza de Colón

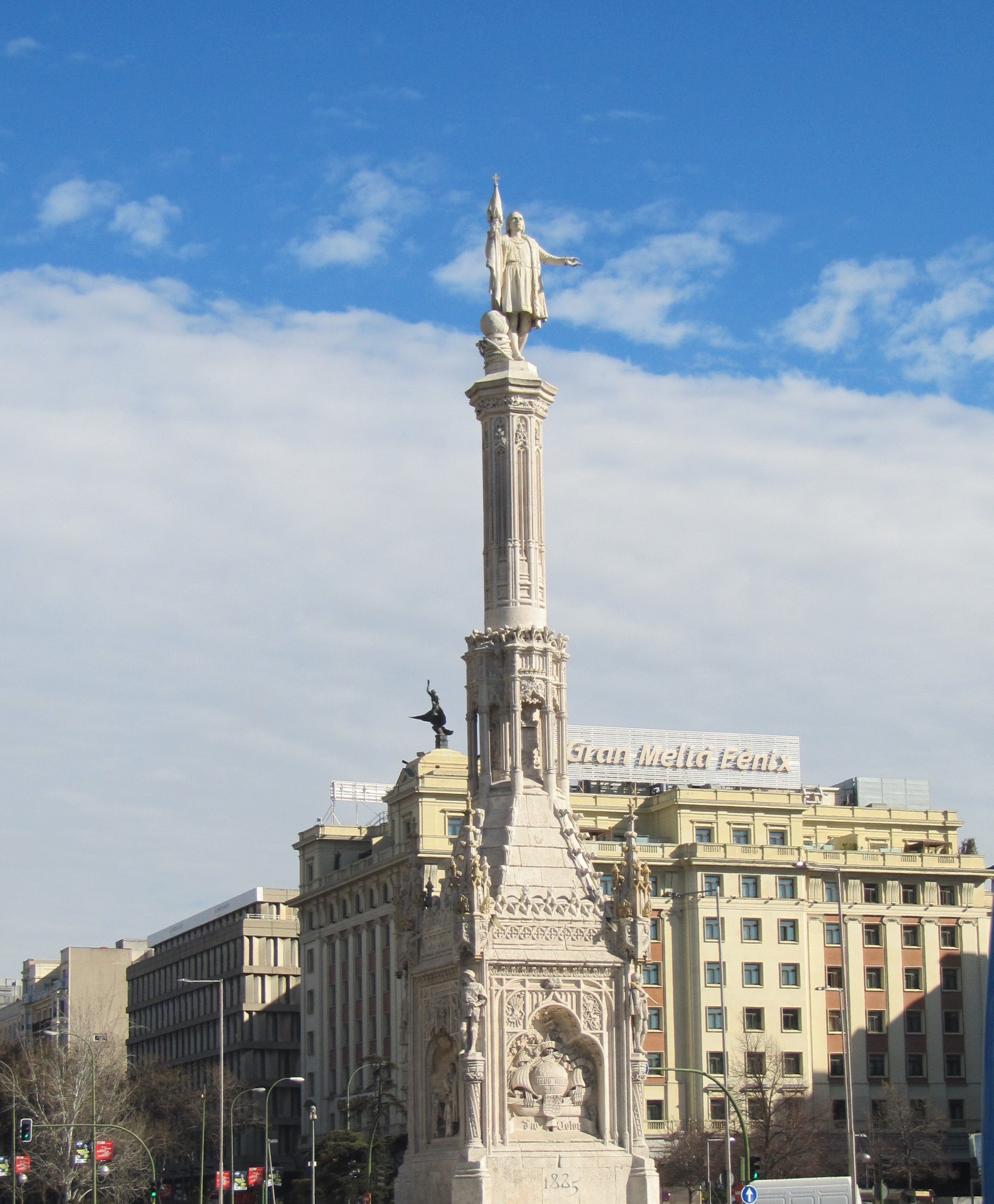
Monumento a Cristoforo Colombo (1885).

La Plaza de Colón è una piazza della città di Madrid, in Spagna.
Nella Plaza de Colón sorge il monumento a Cristoforo Colombo (Cristóbal Colón in castigliano), la cui statua domina dalla sommità di questo obelisco. Alla base del monumento stesso, una fontana simboleggia l'oceano, dal quale Colombo emerge vincitore. Nella piazza si trova anche la Biblioteca Nazionale e la coppia delle Torri di Colombo, costruite tra il 1968 e il 1976 su progetto dell'architetto Antonio Lamela.